# Rokometni klub Trebnje
Rokometni klub Trimo Trebnje je moški rokometni klub  iz Trebnjega. Njegova domača dvorana je Dvorana OŠ Trebnje. Članska ekipa nastopa v 1. A moški državni rokometni ligi.

## Uspehi
- Pokalni prvaki Slovenije (2023/24)
- Slovenski podprvaki (2020/21,2021/23,2023/24)

## Zgodovina
Klub je bil ustanovljen 17. junija 1983 na ustanovnem občnem zboru. V prvi sezoni sta za klub nastopali članska in pionirska ekipa. V sezoni 1984/85 so se člani po zmagi na turnirju uvrstili v 2. ligo. V prvi ligi so prvič nastopili v sezoni 1995/96, prvi evropski nastop pa so si priborili v sezoni 1998/99.